# 遠野住田インターチェンジ
遠野住田インターチェンジ（とおのすみたインターチェンジ）は、岩手県遠野市上郷町平倉にある釜石自動車道（遠野道路 / 仙人峠道路）のインターチェンジである。

## 道路
- E46 釜石自動車道（遠野道路 / 仙人峠道路）

## 沿革
- 2007年（平成19年）3月18日 - 仙人峠道路 遠野住田IC - 釜石仙人峠IC間開通に伴い供用開始[1]。
- 2019年（平成31年）3月3日 - 遠野道路 遠野IC - 遠野住田IC間開通[2]。

## 接続する道路

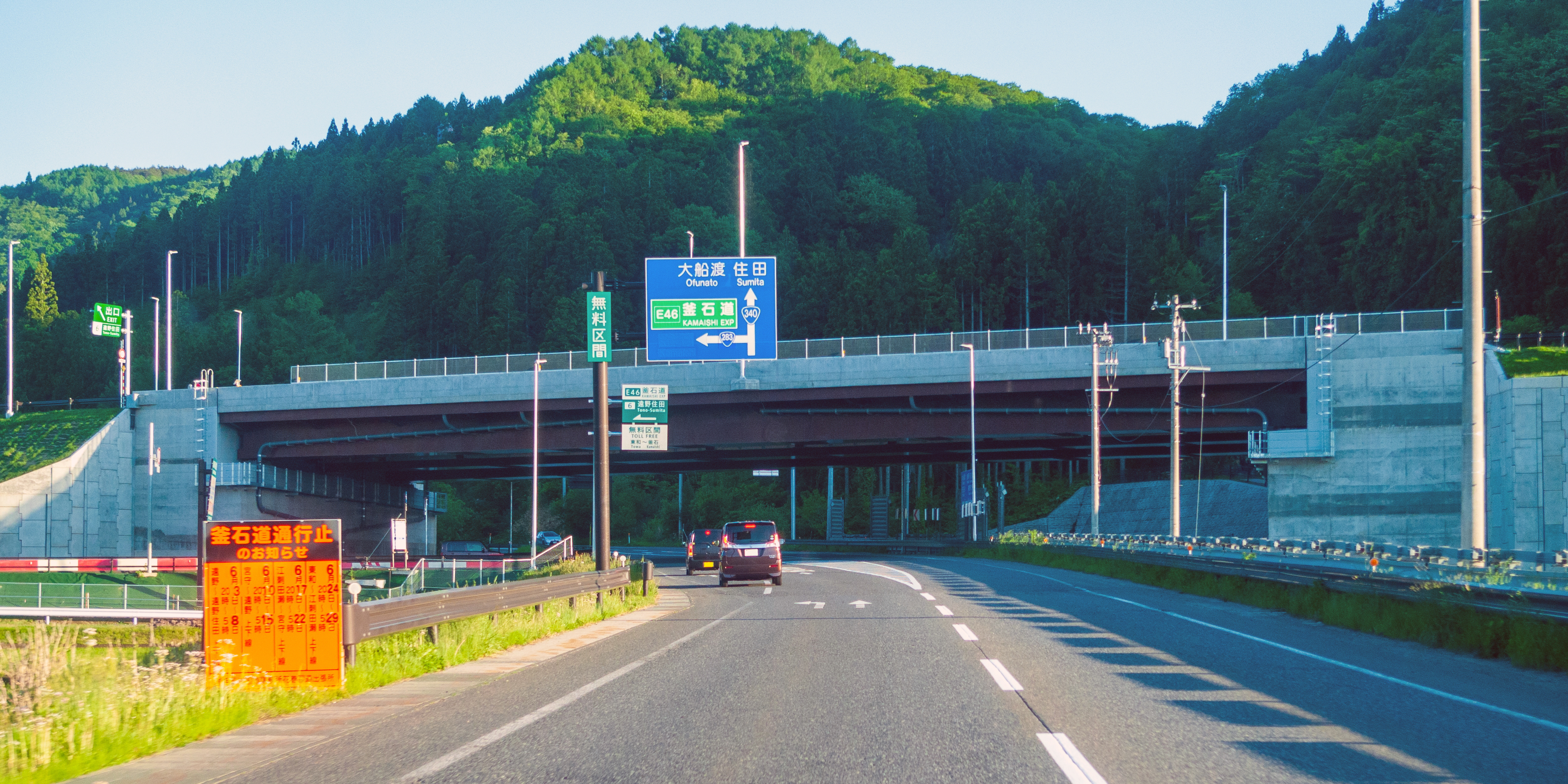
出入口付近（国道340号から撮影）

- 国道340号
- 上郷道路

## 周辺
- JR釜石線 平倉駅

## 隣
E46 釜石自動車道（遠野道路 / 仙人峠道路）
(5) 遠野IC - (6) 遠野住田IC - (7) 滝観洞IC